# 陈伟鸿
陈伟鸿（1968年6月26日—），福建厦门人，毕业于福建师范大学，目前是中国中央电视台主持人丶第十四届全國政協委員，中国共产党党员（1995年入党）。

## 生平

### 读书生涯
1968年，陈伟鸿出生在福建省厦门市。1986年，陈伟鸿进入福建师范大学外国语言文学系就读，学习英国语言文学。

### 职业生涯
1991年，陈伟鸿在厦门电视台主持《彩虹假期》、《下周屏幕》、《体育之窗》、《周三大放送》等电视节目。1993年，陈伟鸿在厦门人民广播电台主持《厦广音乐排行榜》、《红红工作室》、《知心音乐直播室》等节目。2000年，陈伟鸿去中国中央电视台主持《现在出发》节目。2004年到2005年，陈伟鸿主持《中国经济年度报告》节目。2005年后，陈伟鸿主持《对话》和《今日关注》节目。

## 奖项
- 2001年，“荣事达杯”中央电视台全国电视节目主持人大赛铜奖和观众推荐奖。[4]
- 2001年，央视年度“十佳主持人”。[1][2]
- 2003年，中国城市电视“十佳”节目主持人。[4][1][2]
- 2004年，年度中国电视节目榜：最佳财经节目主持人。[4][1][2]
- 2005年，“全国优秀节目主持人”[4][1][2]
- 2009年，央视2009年度“优秀播音员主持人”。[4][1][2]
- 2010年，年度甲等级双十佳主持人。[4][1][2]
- 2011年，“中国播音主持金话筒奖”。[4][1][2]